# Raúl Ernesto Cardozo
Raúl Ernesto Cardozo (Morón, 28 ottobre 1967) è un ex calciatore argentino, di ruolo difensore.

## Carriera
Milita nel Velez Sarsfield fra il 1989 e il 1999 vincendo tutto a livello nazionale e internazionale intorno alla metà degli anni novanta. Le sue prestazioni gli valgono anche la partecipazione con la Nazionale argentina alla Copa América 1997.
Nel 1999 passa per un anno al Newell's Old Boys e poi per un'altra stagione al Chacarita Juniors.
Nel 2001 viene ceduto agli uruguaiani del Nacional Montevideo dove vince il campionato al primo tentativo.
L'anno seguente si trasferisce al Club Olimpia, dove non scende mai in campo, e poi al Villa Dalmine dove nel 2002 vince la Primera C Metropolitana.

## Palmarès

### Club

#### Competizioni nazionali
- Campionato argentino: 4

Vélez Sársfield: Clausura 1993, Apertura 1995, Clausura 1996, Clausura 1998
- Campionato uruguaiano: 1

Nacional: 2001
- Primera C Metropolitana: 1

Villa Dàlmine: 2002

#### Competizioni internazionali
- Coppa Libertadores: 1

Vélez Sársfield: 1994
- Coppa Intercontinentale: 1

Vélez Sársfield: 1994
- Coppa Interamericana: 1

Vélez Sarsfield: 1994
- Supercoppa Sudamericana: 1

Vélez Sársfield: 1996
- Recopa Sudamericana: 1

Vélez Sársfield: 1997